# 가동역
가동역(佳洞驛)은 경상북도 예천군 유천면 가리에 있던 경북선의 철도역이다. 2001년에 폐역되었으며, 폐역 후에도 플랫폼이 남아있었으나 2008년 선로 개량으로 인해 철거되었다.

## 역사
- 1928년 11월 1일 : 유천역(柳川驛)이라는 명칭의 임시정류장으로 영업 개시[1]
- 1944년 10월 1일 : 점촌~안동 구간 폐선으로 폐역[2]
- 1966년 1월 27일 : 점촌~영주 구간 개통으로 가동역으로 배치간이역 영업 재개[3]
- 1966년 11월 30일 : 역사 준공, 이전
- 1983년 2월 1일 : 화물 취급 중지[4]
- 1983년 10월 1일 : 무배치간이역으로 격하 및 을종승차권 대매소 지정[5]
- 1991년 9월 1일 : 을종승차권 대매소 중지
- 1992년 6월 10일 : 수소화물 취급 중지[6]
- 1998년 1월 1일 : 여객 취급 중지
- 2001년 7월 1일 : 폐역[7]
- 2008년 : 구내 선로 개량